# Anton Fidelio Palliari
Anton Fidelio Palliardi (Antonio Fidelio, Antonín Fidelis, illetve Antonín Fidelio, 1732 április, Prága – 1757. augusztus 31., Prága ) a Palliardi család 3. generációjának legidősebb tagja, aki a család építész hagyományát folytatta.

## Élete
1732 áprilisában született a Kisoldalban. Április 23-án keresztelték meg a Szent Miklós-templomban; tanúja Kilian Ignaz Dientzenhofer volt.
1753-ban Anselmo Lurago távollétében szakértőként ő képviselte az Ágoston-rendieket a Szent Tamás-templom ügyében. 1754. július 16-án ő volt a tanúja Johannes Engel prágai ötvösnek, amikor feleségül vette Katerina Kraust.
Ő maga 1755. május 25-én vette feleségül Maria Anna Ditricht; az ő tanúja Anselmo Lurago volt. 1757. január 20-án keresztelte meg fiát, Franz Seraf (František Seraf) Palliardit a Szent Miklós-templom ban.
Fiatalon, 1757. augusztus 31-én hunyt el otthonában, a Kranner-házban (Krannerovský dům).

## Munkássága
- 1752-ben építette fel a barokk Szent Bertalan-templomot Prágában.
- Ugyancsak 1752-ben készült el Solopyskyban az osszáriummal; az iratokban „baumister” titulussal szerepel.
- 1755-ben javaslatot tett Klecanyban egy plébánia építésére, de azt nem fogadták el.
- 1757-ben, nem sokkal halála előtt kezdte el a Clara von Spaun költségén emelt Segítő Szűzanya (azóta lebontott) templomának építését a prágai városfal mellett, a Písecká-kapu közelében. Halála után az építkezést öccse, Johann Ignaz Palliardi vette át.
- Még 1755-ben vette át a Písek-kastély laktanyává alakítását, mivel az eredeti építőmester meghalt. Palliardi még abban az évben, Mindenszentek napján átadta az elkészült épületeket Chuchelsky ezredesnek, aki azonban számos kifogást fogalmazott meg. A hiánypótlás, illetve a vita 1756 februárjáig elhúzódott. Ekkor pénzhiány miatt le kellett állni, és a munkát csak 1757 tavaszán folytatták. Mivel azonban ehhez több boltot, illetve műhelyt le kellett (volna) bontani, a katonák azt kérték, hogy szűkítsék a tervezetet, és Palliardi szándékánál kisebb épülettel elégedjenek meg. A képviselő-testület azonban 1757. április 19-én úgy döntött, hogy Palliardi tervén jottányit sem változtathatnak, és mindent az eredeti terv szerint kell megépíteni. Ebben az évben azonban csak a már elkezdett épületeket fedték be, a továbbiak építését el kellett halasztani.